# Илија Џувалековски
Илија Џувалековски (Прилеп, 20. децембар 1915 — Скопље, 18. октобар 2004) био је југословенски филмски и позоришни глумац.

## Биографија
Џувалековски је рођен у Прилепу 1915. године. Завршио је Музичку академију у Београду. За време Другог светског рата на Вису се придружио Казалишту народног ослобођења које је водио Вјекослав Афрић. У Москви је 1944. радио као уредник и спикер радија Слободна Југославија која је прва емитовала вести на македонском језику.
После рата у Скопљу је започео каријеру позоришног и филмског глумца. Џувалековски је играо у око 60 филмова. Добитник је многих награда и признања. Познати филмови у којима је играо су Фросина, Ешалон доктора М., Кота 905, Узаврели град и други.
Преминуо је у Скопљу 18. октобра 2004. године.

## Филмографија
Глумац |
| Глумац | ▲ |
| ------ | - |

Дугометражни филм | ТВ филм | ТВ серија | ТВ мини серија | Кратки филм
|                   | 1940 | 1950 | 1960 | 1970 | 1980 | 1990 | Укупно |
| ----------------- | ---- | ---- | ---- | ---- | ---- | ---- | ------ |
| Дугометражни филм | 1    | 11   | 14   | 2    | 3    | 0    | 31     |
| ТВ филм           | 0    | 0    | 4    | 4    | 1    | 1    | 10     |
| ТВ серија         | 0    | 0    | 1    | 23   | 19   | 0    | 43     |
| ТВ мини серија    | 0    | 0    | 0    | 1    | 0    | 0    | 1      |
| Кратки филм       | 0    | 0    | 1    | 0    | 0    | 0    | 1      |
| Укупно            | 1    | 11   | 20   | 30   | 23   | 1    | 86     |
|           | Назив               | Улога                        |
| --------- | ------------------- | ---------------------------- |
| 1949      | Мајка Катина        | Дендрамис                    |
| 1950-te ▲ |                     |                              |
| 1952      | Фросина             | Крсте (као Илија Дзувалеков) |
| 1955      | Ешалон доктора М.   | Куртеш                       |
| 1955      | Вучја ноћ           | Божин                        |
| 1956      | Клисура             | Рамадан                      |
| 1957      | Вратићу се          | Бранков адвокат              |
| 1957      | Туђа земља          | /                            |
| 1957      | Мали човек          | Иследник                     |
| 1958      | Мис Стон            | Чортанпев                    |
| 1959      | Виза зла            | Калпак                       |
| 1959      | Кампо Мамула        | /                            |
| 1960-te ▲ |                     |                              |
| 1960      | Кота 905            | Мајор Момир                  |
| 1961      | Узаврели град       | Шиба                         |
| 1961      | Мирно лето          | Харалампие                   |
| 1962      | Крст Ракоц          | /                            |
| 1963      | Лицем у лице        | Воја Чумић                   |
| 1964      | Службени положај    | Друг из комитета             |
| 1965      | Дани искушења       | Луков                        |
| 1965      | Свануће             | Машиновођа Фрањо Мајдак      |
| 1967      | Протест             | Јозо                         |
| 1967      | Четврти сапутник    | /                            |
| 1969      | Република у пламену | Ташки Гјонда                 |
| 1970-te ▲ |                     |                              |
| 1975      | Јад                 | /                            |
| 1980-te ▲ |                     |                              |
| 1980      | Оловна бригада      | Љубен                        |
| 1981      | Црвени коњ          | Никифор                      |
| 1982      | Јужна стаза         | /                            |
|           | Назив                         | Улога                                         |
| --------- | ----------------------------- | --------------------------------------------- |
| 1965      | Ратна ноћ у музеју Прадо      | /                                             |
| 1965      | Четврта димензија             | /                                             |
| 1969      | Шведске шибице                | /                                             |
| 1969      | Малва                         | /                                             |
| 1970-te ▲ |                               |                                               |
| 1970      | Та добра душа                 | /                                             |
| 1975      | Светецот од Слатина           | /                                             |
| 1976      | Војвода Спиро Црне            | /                                             |
| 1977      | Сослушувањето на железничарот | Мајстор Момир                                 |
| 1980-te ▲ |                               |                                               |
| 1987      | Чорбаџи Теодос                | Поцко                                         |
| 1990-te ▲ |                               |                                               |
| 1993      | Бог да ги убие спионите       | Полицијскиот началник (као Илија Џувалекоски) |
| Од | До | Назив | Улога |
| -- | -- | ----- | ----- |

| 1970-te ▲ | 1970-te ▲ | 1970-te ▲ | 1970-te ▲ |
| --------- | --------- | --------- | --------- |

| 1980-te ▲ | 1980-te ▲ | 1980-te ▲ | 1980-te ▲ |
| --------- | --------- | --------- | --------- |

|      | Назив       |
| ---- | ----------- |
| 1965 | Циркус Рекс |
| Од | До | Назив | Улога |
| -- | -- | ----- | ----- |